# رالف اسپوتز
رالف اسپوتز (انگلیسی: Ralph Spotts; ۱۴ ژوئن ۱۸۷۵ – ۱۷ آوریل ۱۹۲۴) تیرانداز اهل ایالات متحده آمریکا بود.
وی در مسابقات کشوری و بین‌المللی در مجموع برندهٔ ۱ مدال طلا شده‌است.